# Callum Paterson
Callum Thomas Owen Paterson, född 13 oktober 1994, är en skotsk fotbollsspelare som spelar för Sheffield Wednesday.

## Klubbkarriär
Den 7 juni 2017 värvades Paterson av Cardiff City, där han skrev på ett treårskontrakt. Den 30 september 2020 värvades Paterson av Sheffield Wednesday.

## Landslagskarriär
Paterson debuterade för Skottlands landslag den 29 maj 2016 i en 1–0-förlust mot Italien.